# Circo de Gredos
Circo de Gredos är en kitteldal i Spanien.   Den ligger i provinsen Provincia de Ávila och regionen Kastilien och Leon, i den centrala delen av landet, 140 km väster om huvudstaden Madrid. Circo de Gredos ligger 2 038 meter över havet.